# Gunnar Skålén

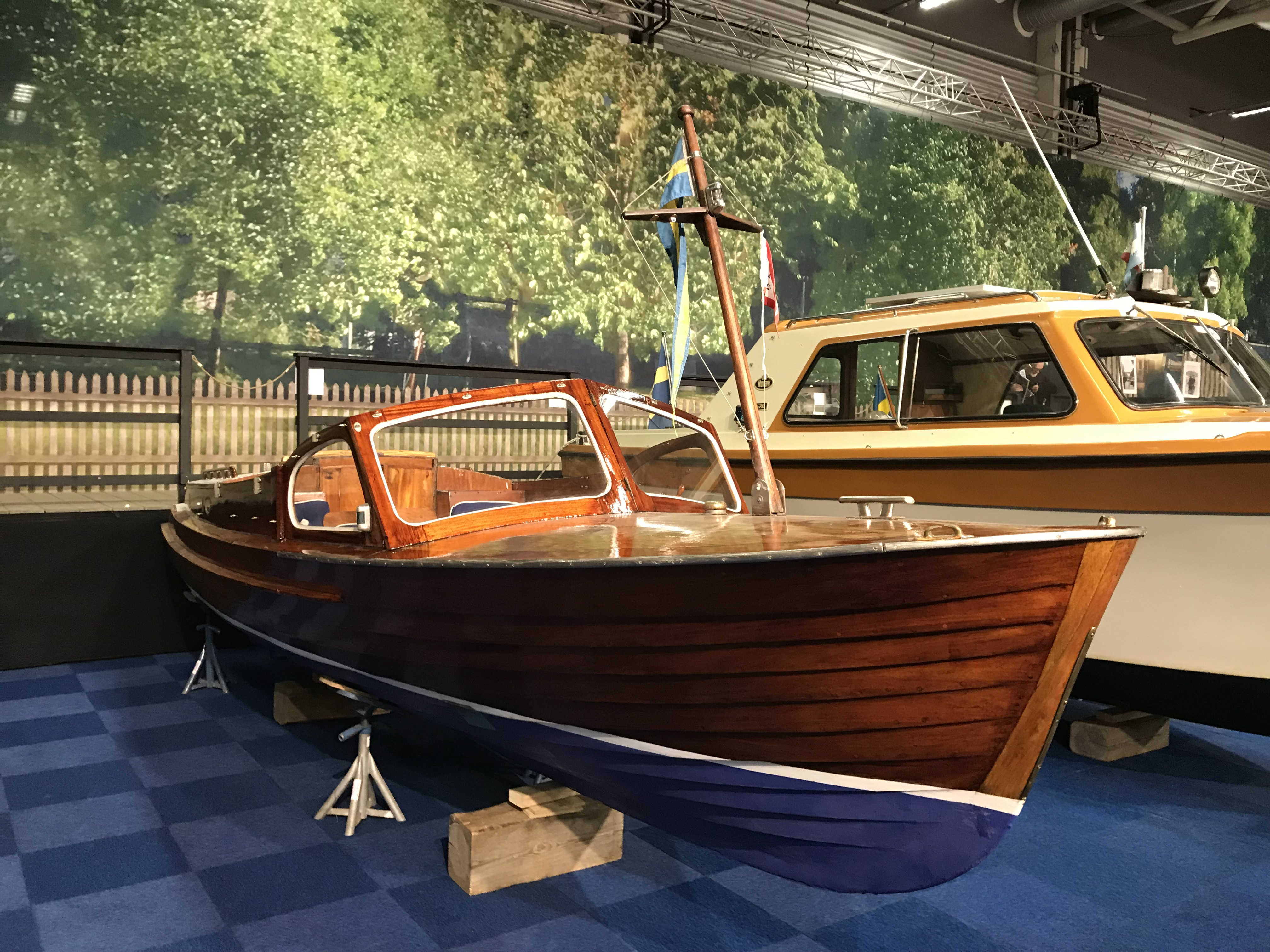
Campingbåten M/Y Drott från 1954

Gunnar Skålén, född 1919 i Säffle, död 2012, var en svensk båtbyggare.
Gunnar Skålén var son till båtbyggaren Karl Skålén (född 1897) och Juliana Henrietta Lindberg (född 1898) i Säffle och hade fyra syskon. Han växte upp i Säffle och utbildade sig som båtbyggarlärling på 1930-talet hos "Båt-Johan", Johan E. Johansson på Säffle Båtbyggeri i Tingvallastrand i Säffle. 
Under andra världskriget var han anställd några år som modellsnickare på Säffle gjuteri och mekaniska verkstad. År 1947 grundade han Skåléns Båtbyggeri på villatomten vid Trädgårdsgatan i Säffle tillsammans med sin far. Han drev båtbyggeriet till 1979.
Han gifte sig 1943 med Margit Skålén.